# Falco rufigularis
El halcón murcielaguero (Falco rufigularis), también conocido como halcón plomizo menor, halcón golondrina y halcón negro chico es una especie de ave falconiforme de la familia Falconidae propia de América, desde México hasta Argentina.

## Características
En su edad madura los machos alcanzan de 22 a 28 cm y las hembras de 22 a 29 cm.

## Historia natural
Se encuentra en bosques, selvas y vegetación cercana al agua. No es gregario, por lo cual siempre se le observa solo o con su pareja. Se alimenta de otras aves, mamíferos, insectos y reptiles pequeños.
Suelen anidar en los huecos de los árboles, en arbustos, edificaciones abandonadas entre otros. Ponen 2 o 3 huevos de un color café.

## Subespecies
Se conocen tres subespecies de Falco rufigularis:
- Falco rufigularis petoensis - tierras bajas y húmedas desde el norte de México al sur de Ecuador (al oeste de los Andes).
- Falco rufigularis rufigularis - tierras bajas del norte de Sudamérica hasta el sur de Brasil y norte de Argentina; Trinidad.
- Falco rufigularis ophryophanes - meseta de Brasil y zonas adyacentes de Bolivia, Paraguay y  Argentina.